# Tawhid
 (avril 2019).
Si vous disposez d'ouvrages ou d'articles de référence ou si vous connaissez des sites web de qualité traitant du thème abordé ici, merci de compléter l'article en donnant les références utiles à sa vérifiabilité et en les liant à la section « Notes et références ».

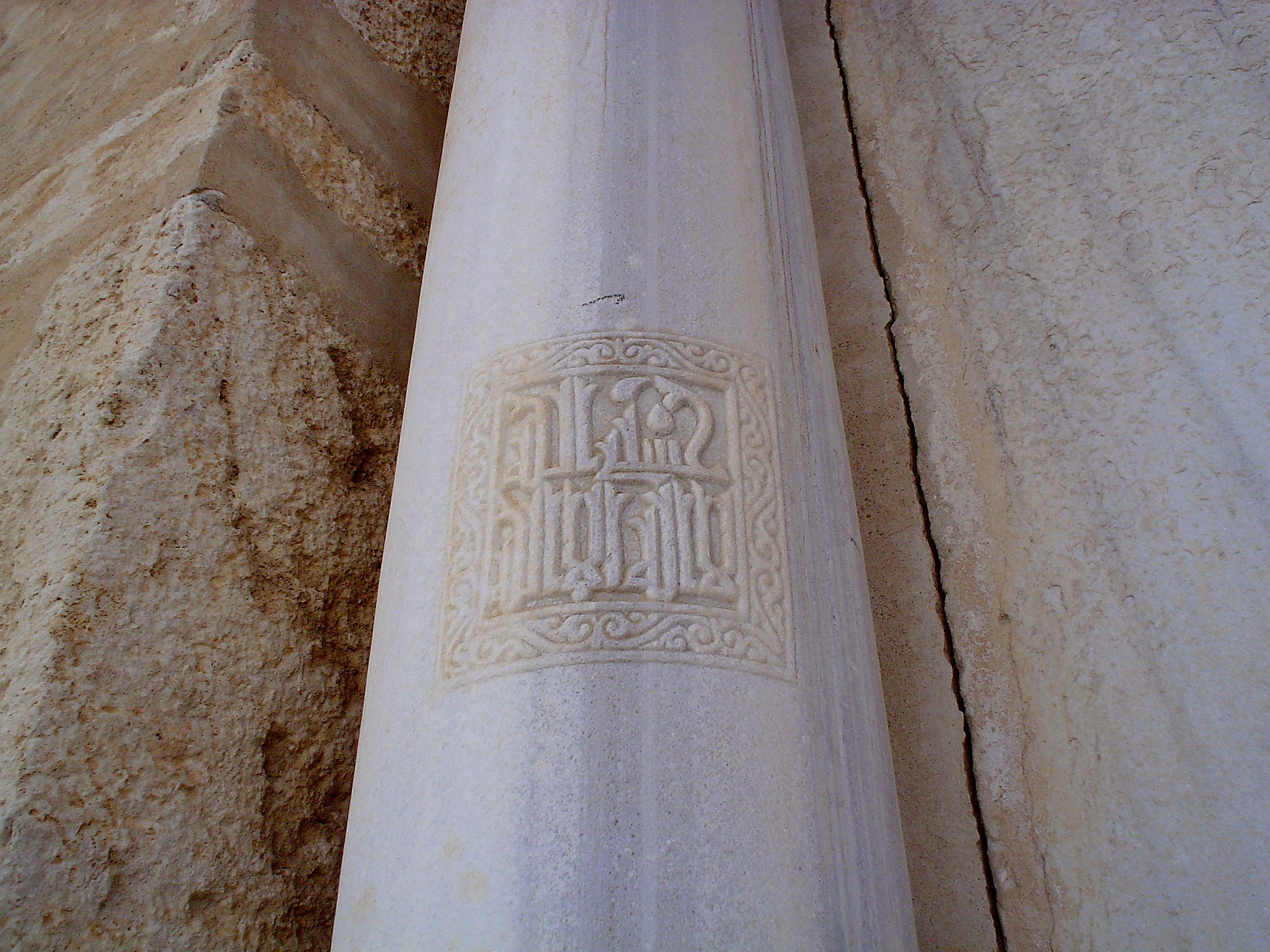
Inscription en style coufique « Il n'y a de divinité digne d'adoration qu'Allah » gravée sur le fût d'une colonne de la grande mosquée de Kairouan.

Le tawḥīd (arabe : تَوْحِيدُ [tawḥīd], monothéisme, unicité) est l'expression du dogme le plus important de l’islam, le monothéisme, compris comme la croyance en un Dieu unique, inaccessible à l'imagination, sans associé et sans égal. Il en constitue le fondement (Asl ad Dîn) avec le rejet du Tâghoût.
Le Tawhid est considéré comme le premier pilier de la Foi musulmane Îmâne (arabe : إِيمَانٌ), tandis que la chahada, est l'expression du Tawhid, représentant ainsi le premier des cinq piliers de la pratique religieuse, en fonction des différentes interprétations de l'islam. Le concept qui s'oppose au tawhid est désigné par le terme de shirk (arabe : شِرْكْ) ou association, et peut couvrir divers concepts contraires à l'islam comme l'association de Dieu à des idoles par exemple.

## Définition

### Étymologie
Le mot vient du verbe wahhada (arabe : وَحَّدَ), qui signifie « rendre unique », et par extension « déclarer qu’Allah (Dieu) est le seul à posséder cette spécificité » dans un sens plus figuré. La lutte de l'islam à ses origines contre les autres divinités s'observe dans le procédé de passer d'un nom propre divin à un nom unique et transcendant, Allah.

### Définition et traduction
Le Tawhid peut être défini comme « Unicité divine », « Dogme fondamental de l’islam, dont le refus entraîne la condamnation pour associationnisme ou shirk ». Dans un recueil de textes publiés par l'Institut catholique, le tawhid est décrit comme notion d'unité-unicité de Dieu.
D'après La Grande encyclopédie Larousse de 1971, le terme Tawhid, traduit par « unitarisme », évoque la doctrine d'ibn Tūmart (XIIe siècle), qui comme Al-Ghazâlî (XIe – XIIe siècle), prône une lecture non littérale du Coran pour défendre une unicité divine. De cette doctrine dérive le nom almohades, à comprendre comme « ceux qui proclament l'unicité de Dieu» . Dans le même ouvrage, en 1972, le tawhid est associé au mutazilisme, mouvement qui place l'unité divine comme l'un de ces cinq piliers fondamentaux. Ce mouvement s'oppose à une conception littérale des attributs de Dieu (alors compris comme une forme de polythéisme).
D'après la Revue de l'Institut catholique de Paris'‘, 1986, les musulmans rejetteraient tout ce qui pourrait risquer de mettre en péril le tawhid sous le concept de polythéisme ou d'« associationisme ». Le tawhid pourrait ainsi couvrir la notion de rejet de tout médiateur et de toute médiation dans la pratique de la religion.

### Le tawhid dans le soufisme
Les gens du goût spirituel ont dit "Seul Dieu peut témoigner de son unicité", Ibn Arabi a dit en ce sens : "Le Tawhid consiste en ce que ce soit Lui (Dieu) qui contemple et qui est contemplé". Selon les soufis le tawhid n'est pas quelque chose sur lequel l'être humain puisse réfléchir, car ce support de réflexion limiterait la réalité de Celui qui est visé (Dieu), celui qui réfléchit intellectuellement sur le tawhid ne ferait que de l'associationnisme (shirk) subtil. Seul l'initiation menant à l'ouverture spirituelle (fath) permettrait de se débarrasser des illusions du soi par la disparition de tout autre que Lui (fana), afin que comme l'on dit Junayd et d'autres : apparaisse Celui qui n'a jamais cessé d'être (Allah),.

### Récupération politique
Durant la guerre civile syrienne, de nombreux groupes terroristes d'inspiration takfiri, ont pris le nom d'Al-Tawhid comme Ansar al-Tawhid ou Liwa al-Tawhid, une des anciennes brigades de l'Armée syrienne libre.

## Histoire du monothéisme musulman
Le monothéisme est une pratique ancienne, qui a été pratiquée ou influencée sous la forme de la religion juive; du mazdéisme; du zoroastrisme, ou du parsisme. L'élaboration de la doctrine juive monothéiste se fait dans un contexte propice à une telle idée : le roi babylonien Nabonide tente de faire du dieu lunaire Sîn le dieu unique de son empire, en Grèce, les présocratiques défendent l'unicité de la divinité contre le panthéon et les successeurs achéménides de Cyrus II le Grand, considéré lui-même comme un messie de Yahvé, influencent le monothéisme judéen en faisant d'Ahoura Mazda le dieu officiel de l'empire.

### Les «nazaréens»
Le Coran affirme que le message original de tous les prophètes a été axé fondamentalement sur l’adoration exclusive d’Allah, le Dieu et Créateur unique. Initialement, toutes les communautés qui ont cru en leurs prophètes et ont voué un culte exclusif à Allah ont été Mouahidounes, des adeptes du Tawhid (monothéistes).[réf. nécessaire]
Ainsi, le Coran reprend l’appellation de Nasara « nazaréens » donné par la communauté juive à Jésus et aux premiers chrétiens.

## Histoire du concept de Tawhid
(mai 2012).
Au XVIIIe siècle, Mohammed ibn Abdelwahhab écrit le Kitâb ut-Tawhîd (en français : Livre de l’unicité, Livre du monothéisme ou L’unicité de Dieu). Bien que critiqué pour sa sécheresse ou ses erreurs, il est un ouvrage critiqué négativement par le soufi Abdelwahab Meddeb qui estime qu'il serait « une de référence dont le radicalisme comble les attentes des djihadistes » (La Maladie de l'islam).
Au XVIIIe siècle, Muhammad Ibn Abd al-Wahhab a élaboré un manifeste du tawhid en se basant sur les écrits d'Ibn Hanbal et d’Ibn Taymiyya.
En 1925, est traduit en français un livre dont le titre contient le mot Tawhid : le mot Tawhid apparaît notamment dans le titre du livre Rissolai al-Tawhid  (ISBN 2 7053 0083 X) (Traité de l'Unité de Dieu), dont le titre de la traduction française est Exposé de la religion musulmane, livre écrit par Mohamed Abduh et traduit en 1925, puis en 1965.
En 1985, le livre Chemin de Dieu : Trois Traités Spirituels traduit du persan et de l'arabe présente le tawhid comme le 69e de 100 traités spirituels.